# Göteborg

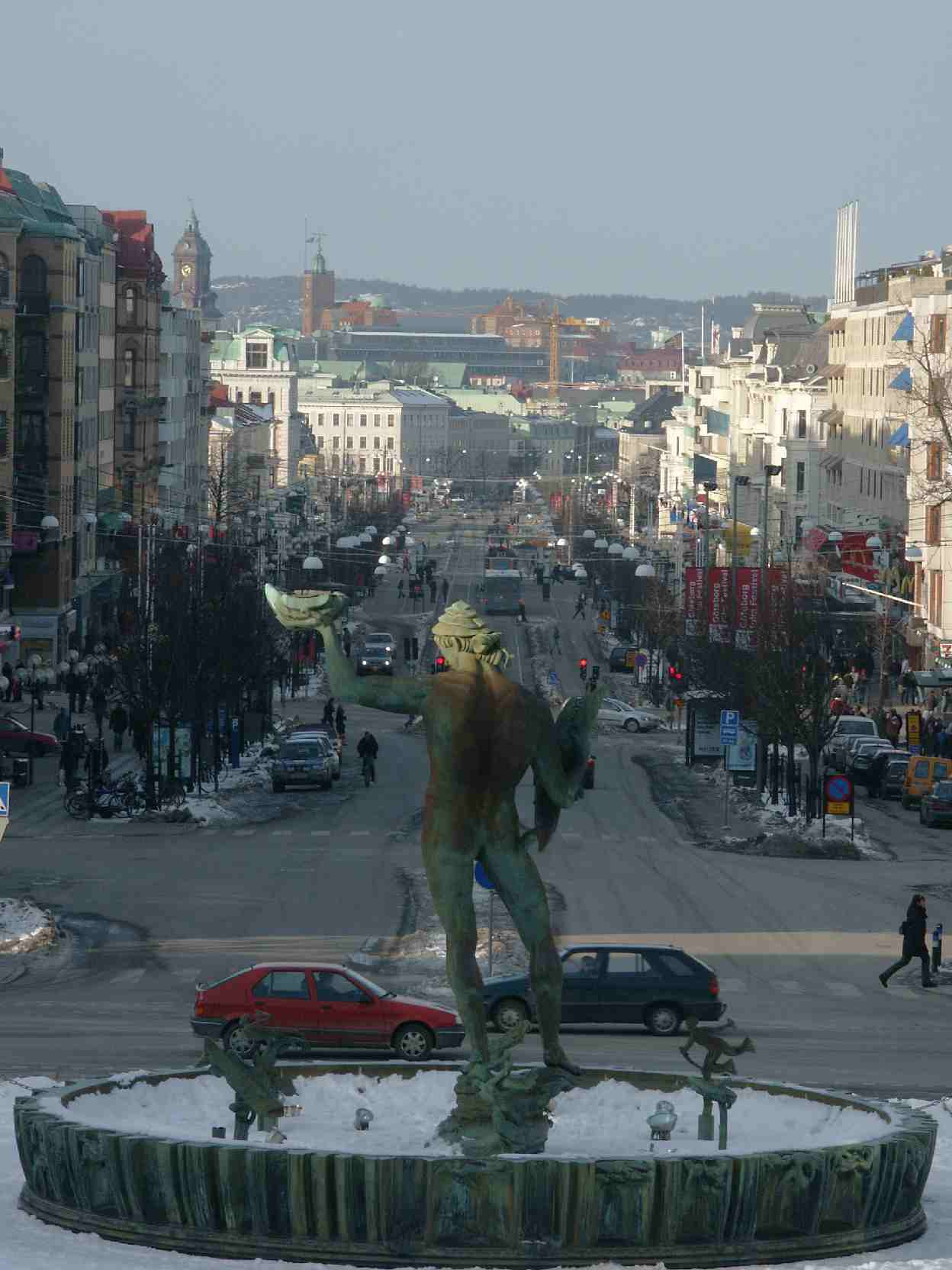
Kungsportsavenyn - reprezentacyjny bulwar Göteborga i Statua Posejdona będąca symbolem miasta (2006)

Göteborg (wym. [jœtəˈbɔrj]ⓘ) – miasto w Szwecji, położone na zachodzie kraju, nad cieśniną Kattegat, u ujścia rzeki Göta älv, stolica regionu Västra Götaland. Drugie co do wielkości miasto Szwecji – 510 491 mieszkańców (30 września 2010), zespół miejski – 926,7 tys.
W Göteborgu znajduje się siedziba koncernów Volvo AB i SKF.

## Historia
Göteborg został założony na początku XVII wieku na podstawie planów sporządzonych przez architektów holenderskich, pracujących na zlecenie króla Gustawa II Adolfa, który w ten sposób chciał uniezależnić szwedzki handel od ceł pobieranych przez Danię w Cieśninach Duńskich. Skania na południu Szwecji ówcześnie należała do Danii i ruch statków z Morza Bałtyckiego odbywał się przez wody kontrolowane przez Danię. Umiejscowienie nowego portu pozwoliło na ominięcie wód duńskich i bezpośrednie wyjście na Morze Północne. W tamtych czasach oficjalnymi językami były: holenderski, niemiecki, szwedzki i angielski.
W 1731 r. powstała Szwedzka Kompania Wschodnioindyjska (Svenska Ostindiska Kompaniet), która przyczyniła się do nawiązania kontaktów handlowych z Chinami i Wschodem. Dzięki temu do Göteborga przywożono statkami porcelanę, herbatę, przyprawy, szlachetne tkaniny i inne typowe dla tamtego okresu towary luksusowe.
W XIX wieku Göteborg przekształcił się w miasto przemysłowe, szczególnie za sprawą kupców z Wysp Brytyjskich. Z czasem wielu z nich wzbogaciło się i przeznaczyło część swoich majątków na rozwój infrastruktury miejskiej.
W 1829 roku działalność rozpoczął Uniwersytet Techniczny Chalmersa, obecnie z liczbą około 10,5 tys. studentów, a w 1891 założono Uniwersytet w Göteborgu, na którym obecnie kształci się około 49 tys. studentów.
Dzisiejszy Göteborg z szerokimi alejami, parkami i imponującymi budowlami wybudowany został pod koniec XIX wieku.
Plac Götaplatsen i wesołe miasteczko Liseberg powstały przy okazji Wystawy Światowej w 1923.

## Zabytki i atrakcje turystyczne

### Zabytki
- arsenał miejski Kronhuset z 1643 – najstarsza świecka budowla w mieście
- Götaplatsen – plac ze Statuą Posejdona autorstwa Carla Millesa
- ratusz
- siedziba Kompanii Wschodnioindyjskiej z 1750 – obecnie muzeum miejskie
- klasycystyczna katedra z 1633, przebudowa w XIX wieku
- kościół niemiecki
- Nya Elfsborg – warownia obronna na wyspie
- dworzec Göteborgs centralstation
- Skansen Kronan i Skansen Lejonet – twierdze
- Teatr Wielki
- Kungshuset
- Tomtehuset
- Palacehuset na Brunnsparken
- domek myśliwski Królowej Krystyny
- willa Wernera
- pałac Dicksona

### Atrakcje turystyczne
- Ogród Botaniczny
- Park Trädgårdsföreningen
- Kungsportsavenyn (Aleja Królewskiej Bramy), bulwar ekskluzywnych sklepów i kawiarni
- Haga – malownicza dzielnica z wieloma kawiarniami
- Liseberg – największy lunapark w Skandynawii
- Universeum – centrum nauki

### Muzea
- Muzeum Miejskie
- Muzeum Sztuki
- Muzeum Kultury Światowej
- Muzeum Morskie
- Muzeum Sportu w budynku dawnych koszar na Kvibergu
- Röhsskamuseet – muzeum wzornictwa i sztuki użytkowej
- Muzeum Historii Naturalnej
- Muzeum Volvo

## Transport

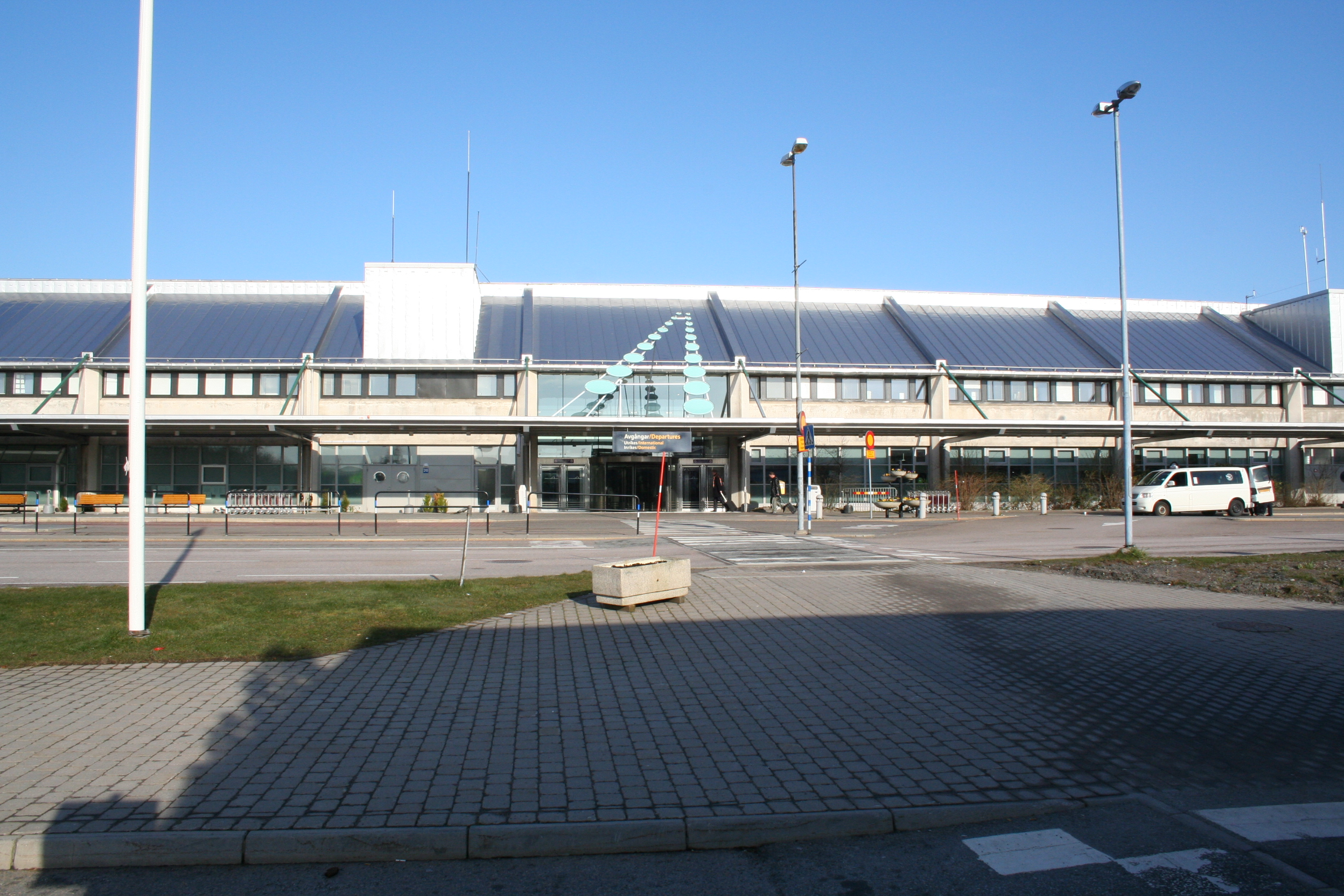
Port lotniczy Göteborg-Landvetter (2008)

### Transport kolejowy
W centrum miasta przy Drottningtorget znajduje się dworzec Göteborgs centralstation, z którego dostać się można do największych miast w Szwecji. Większość linii tramwajowych i autobusowych ma tu swój przystanek.

### Transport tramwajowy
Zobacz hasło: Tramwaje w Göteborgu
Göteborg ma bardzo dobrze rozbudowane linie tramwajowe. Pierwsze tramwaje konne zaczęły kursować po mieście od 1879 roku. W 1902 na ulice wyjechały tramwaje elektryczne. W sezonie letnim organizowane są przejażdżki zabytkowym tramwajem pomiędzy Dworcem Centralnym a wesołym miasteczkiem.

### Transport morski
Göteborg posiada codzienne połączenia promowe z Kilonią oraz Frederikshavn, obsługiwane przez linie Stena Line.

### Transport lotniczy
W Göteborgu jest jedno lotnisko czynne dla ruchu komercyjnego: Göteborg-Landvetter (ok. 20 km na wschód od miasta). Przejazd autobusem lotniskowym (tzw. flygbussem) z lotniska do centrum zajmuje około 20 minut.
Pod koniec 2014 r. ruch na drugim lotnisku Göteborg-City (14 km na północny zachód) został wstrzymany z powodu złego stanu nawierzchni pasa, naprawę pasa uznano za nieopłacalną. Na lotnisku jest dopuszczony ruch małych samolotów.

## Kultura

### Scena muzyczna
W Göteborgu rozwinął się specyficzny gatunek muzyki metalowej, nazywany Göteborg Sound, należący do nurtu melodic death metal. Głównymi przedstawicielami są:
- Avatar
- Dark Tranquillity
- In Flames
- At the Gates
- Soilwork

## Sport

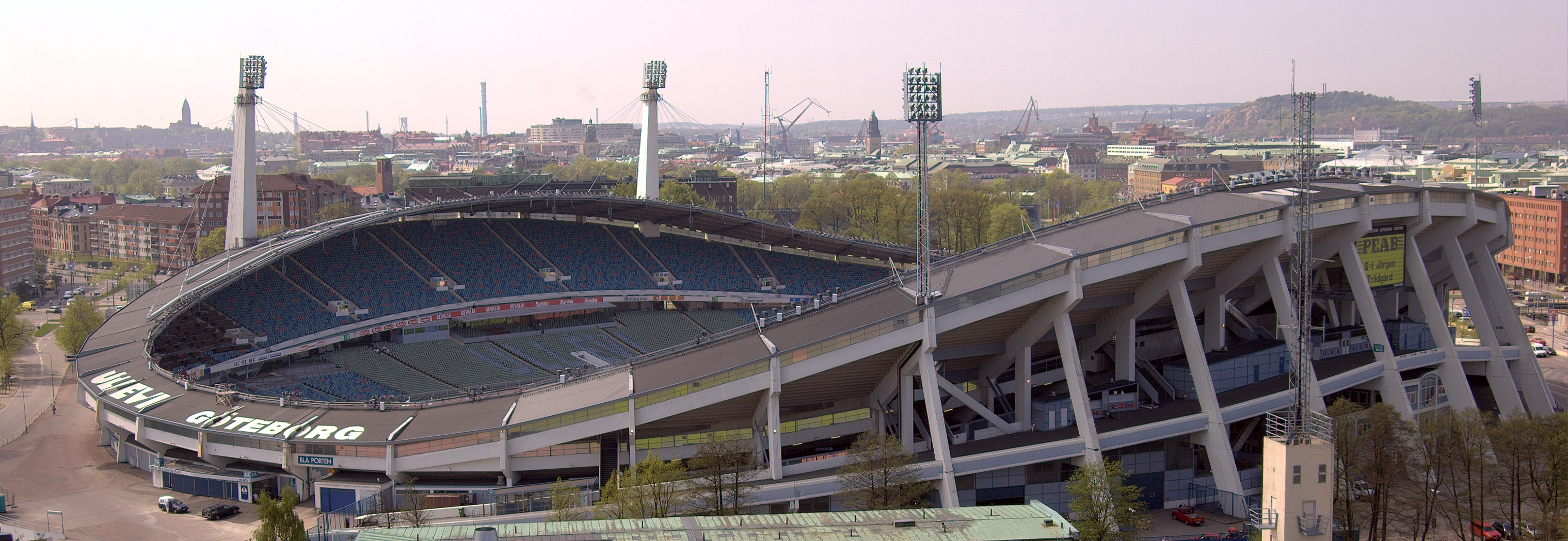
Stadion Ullevi w Göteborgu

- Miasto ubiegało się o organizację Zimowych Igrzysk Olimpijskich w 1984 r.
- W 1995 r. odbyły się tutaj lekkoatletyczne mistrzostwa świata, a w 2006 mistrzostwa Europy.
- Z Göteborgu pochodzi najbardziej utytułowana szwedzka drużyna piłkarska: IFK Göteborg, 18-krotny mistrz Szwecji, 4-krotny zdobywca Pucharu Ligi oraz 2-krotny zdobywca Pucharu UEFA w 1982 i 1987 roku.
- W mieście mają siedzibę inne kluby piłkarskie. W 2011 roku w ekstraklasie Allsvenskan występowały: IFK Göteborg, GAIS i BK Häcken, w drugiej lidze Superettan gra Örgryte IS, a w Division 2 (4. liga) Västra Frölunda IF.
- W Göteborgu siedzibę ma również klub hokejowy, Frölunda HC, 3-krotny mistrz krajowych rozgrywek Elitserien.
- IK Sävehof – klub piłki ręcznej.
- Kaparna Göteborg – klub żużlowy.

## Urodzeni w Göteborgu
- Fredric Henric Chapman – konstruktor okrętów i teoretyk budowy okrętów, admirał
- Amine Gülşe – turecka modelka i aktorka, Miss Turcji 2014
- Felix Kjellberg – użytkownik portalu YouTube posiadający drugą największą liczbę subskrybentów kanału na platformie
- Alicia Vikander – aktorka i tancerka
- Mikkey Dee (właściwie Micael Kiriakos Delaoglou) – perkusista m.in. zespołu Motörhead
- Björn Ulvaeus – kompozytor i autor piosenek, wokalista i współzałożyciel zespołu ABBA
- Jakob Wegelius  – szwedzki autor i ilustrator książek dla dzieci
- członkowie zespołu Ace of Base: Jonas Berggren, Ulf Ekberg, Jenny Berggren, Linn Berggren
- Stellan Skarsgård – aktor filmowy, telewizyjny i teatralny

## Współpraca międzynarodowa
Miasta bliźniacze:
- Bergen (Norwegia)
- Turku (Finlandia)
- Århus (Dania)

Miasta partnerskie:
- Chicago (Stany Zjednoczone)
- Kraków (Polska)
- Sankt Petersburg (Rosja)
- Rostock (Niemcy)
- Tallinn (Estonia)

## Galeria

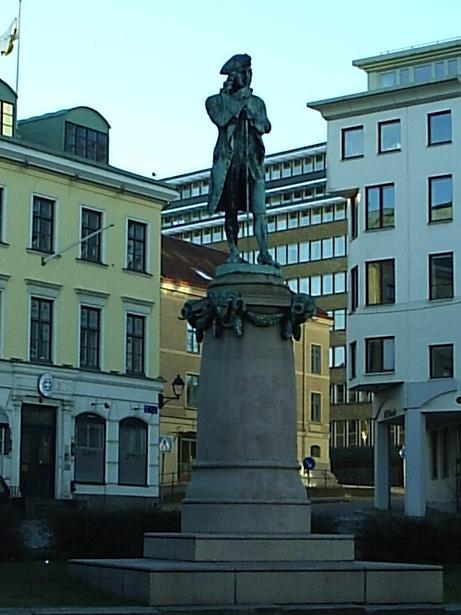
Jonas Alströmer
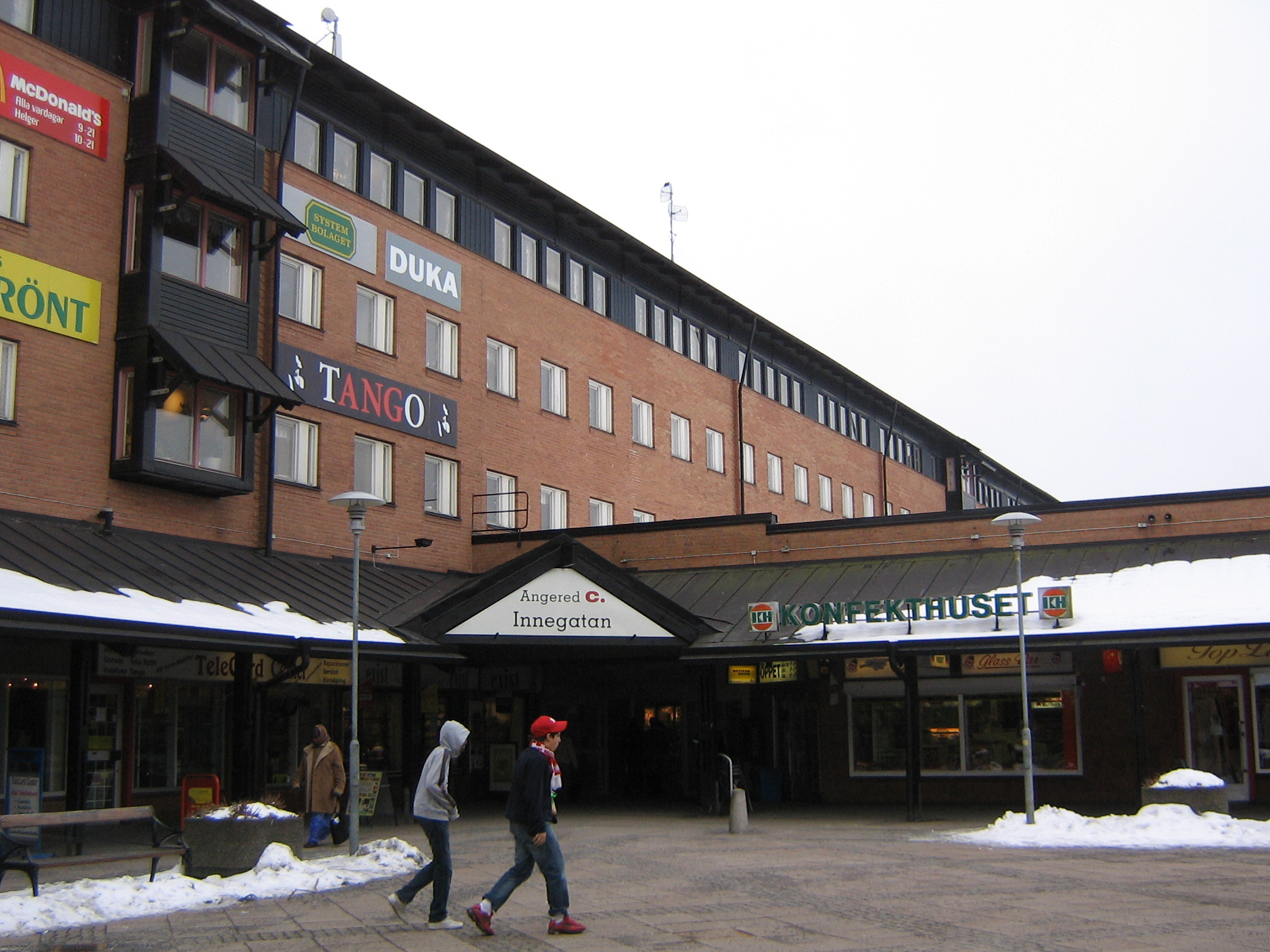
Angered, północna część miasta
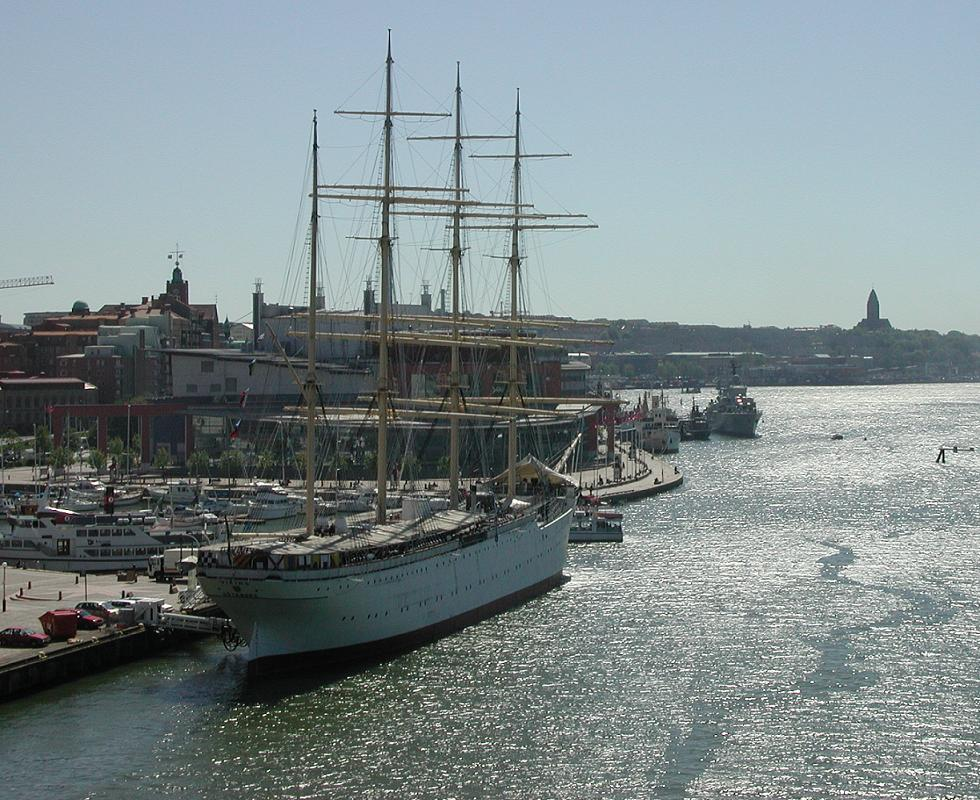
Stary żaglowiec w porcie – obecnie restauracja
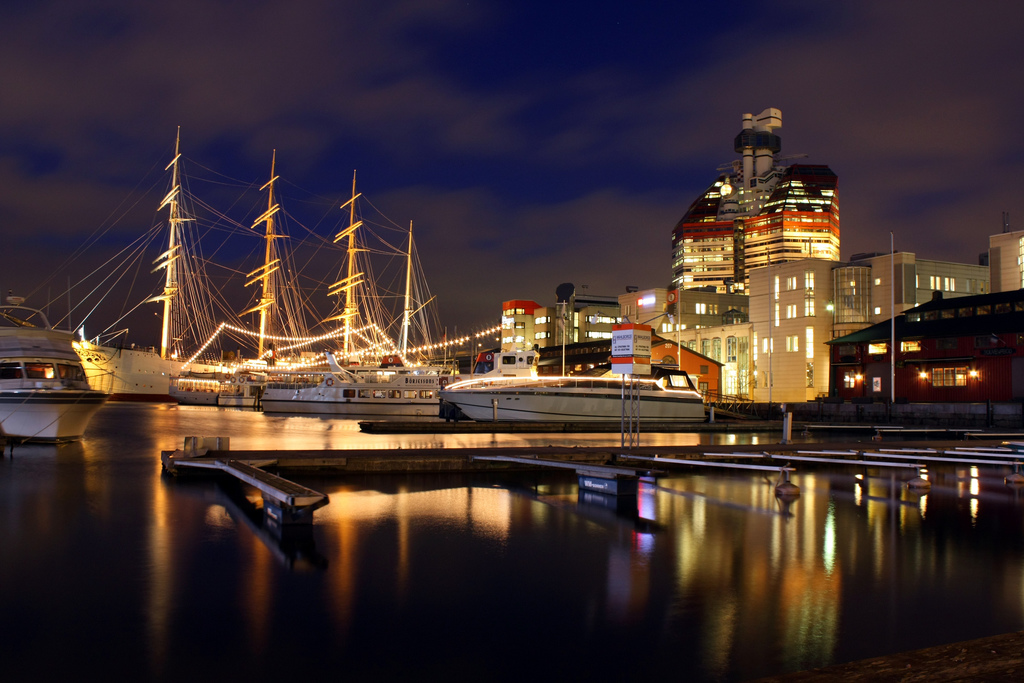
Przystań Lilla Bommen
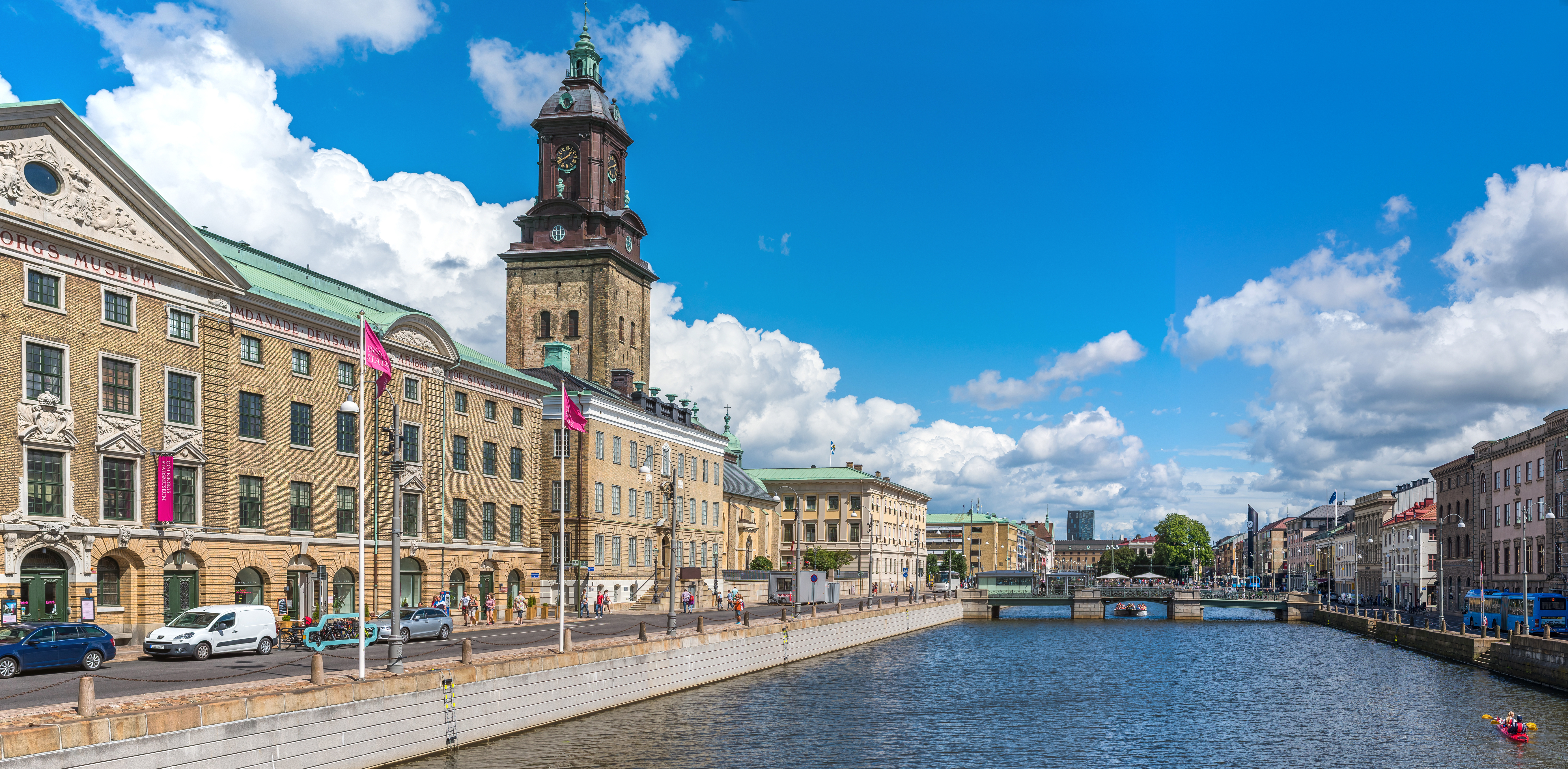
Kanał w Göteborgu
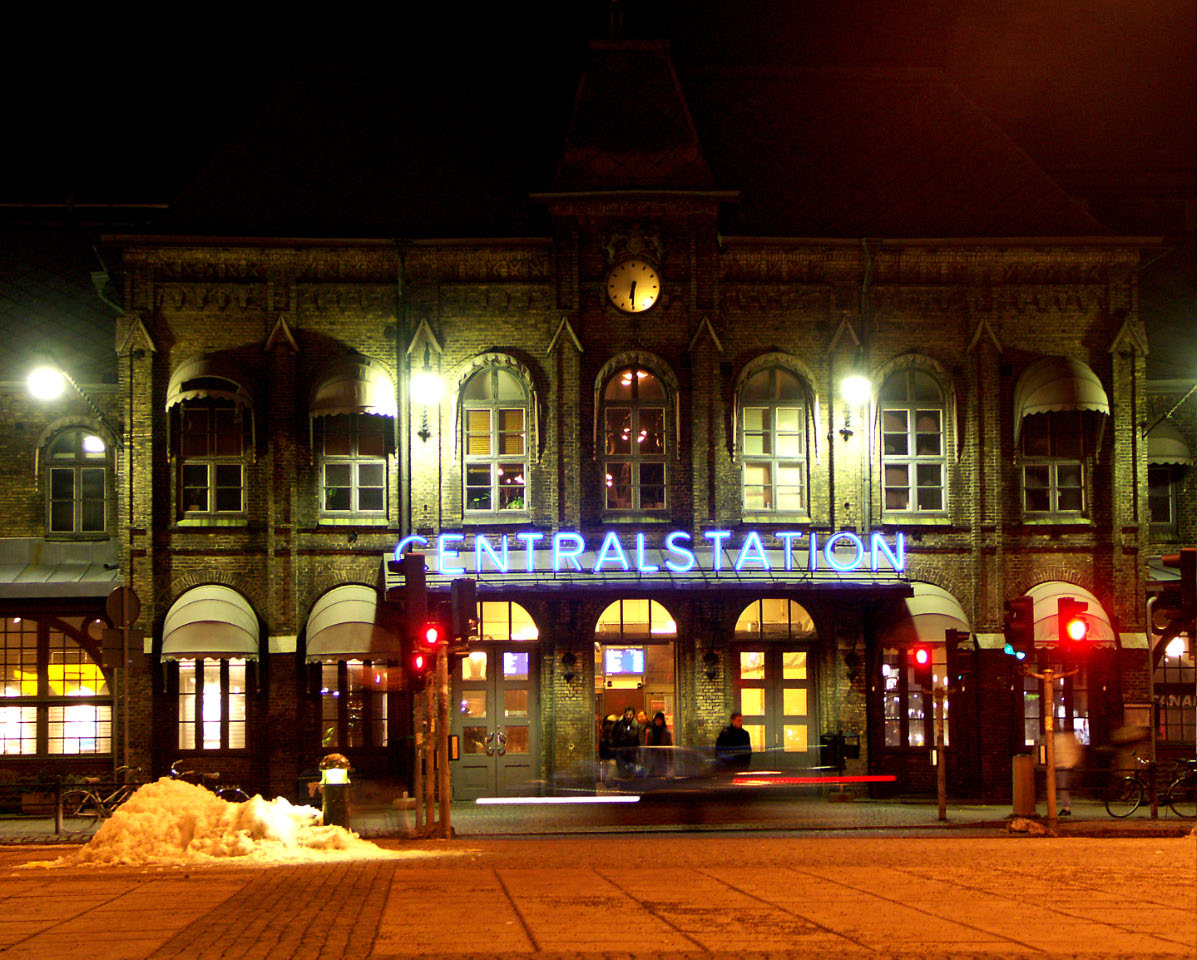
Dworzec centralny
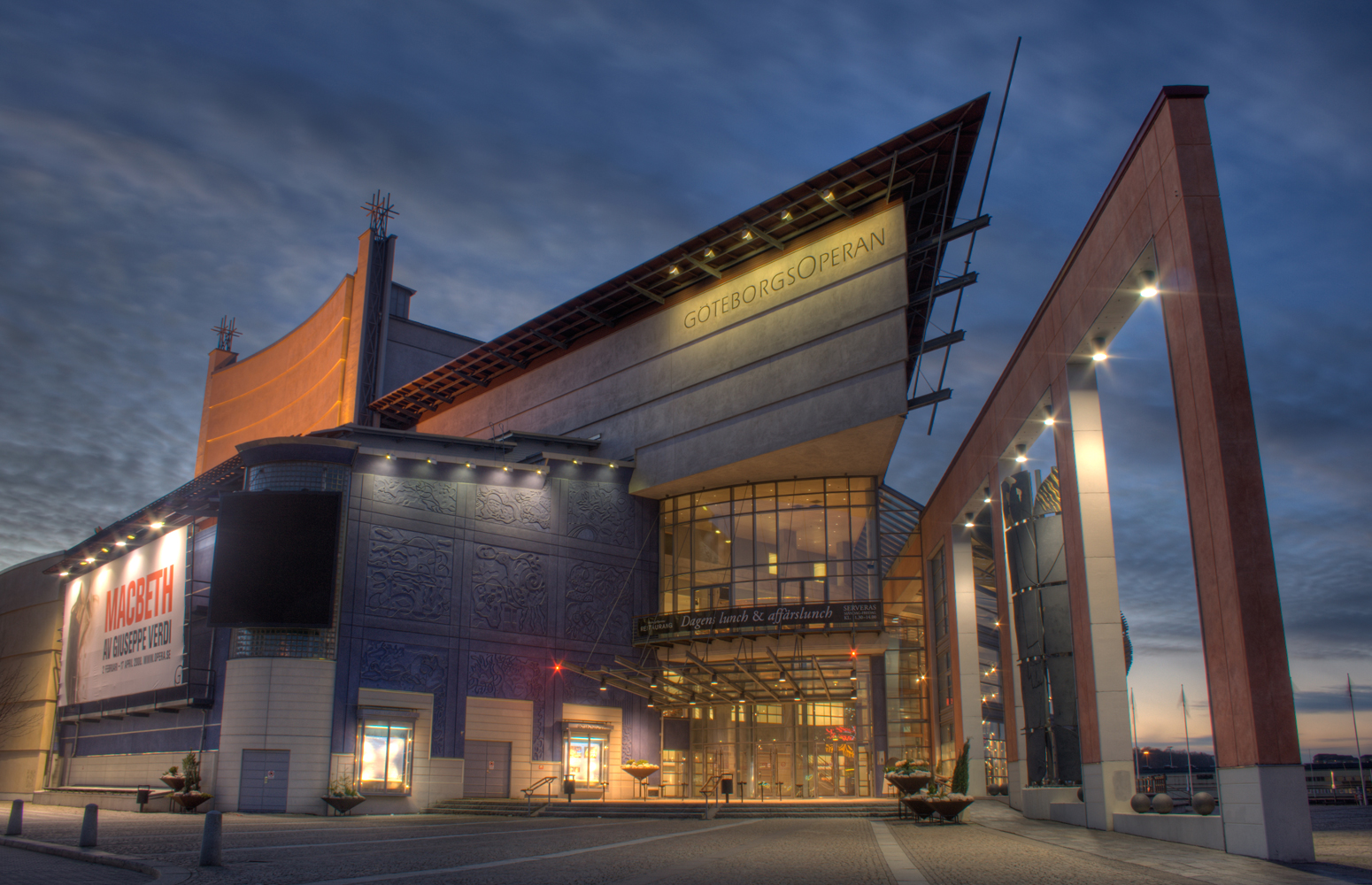
Opera
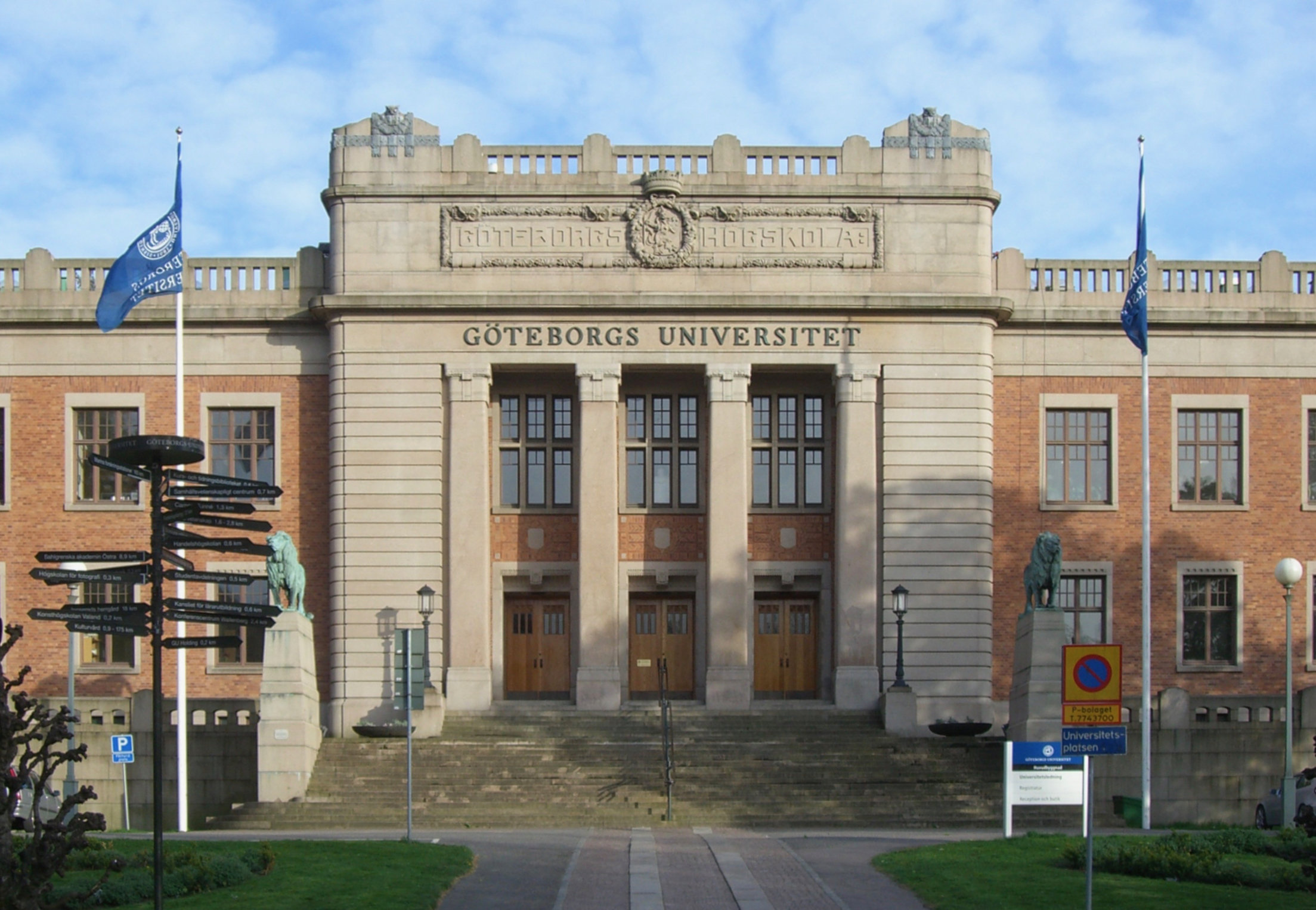
Uniwersytet w Göteborgu
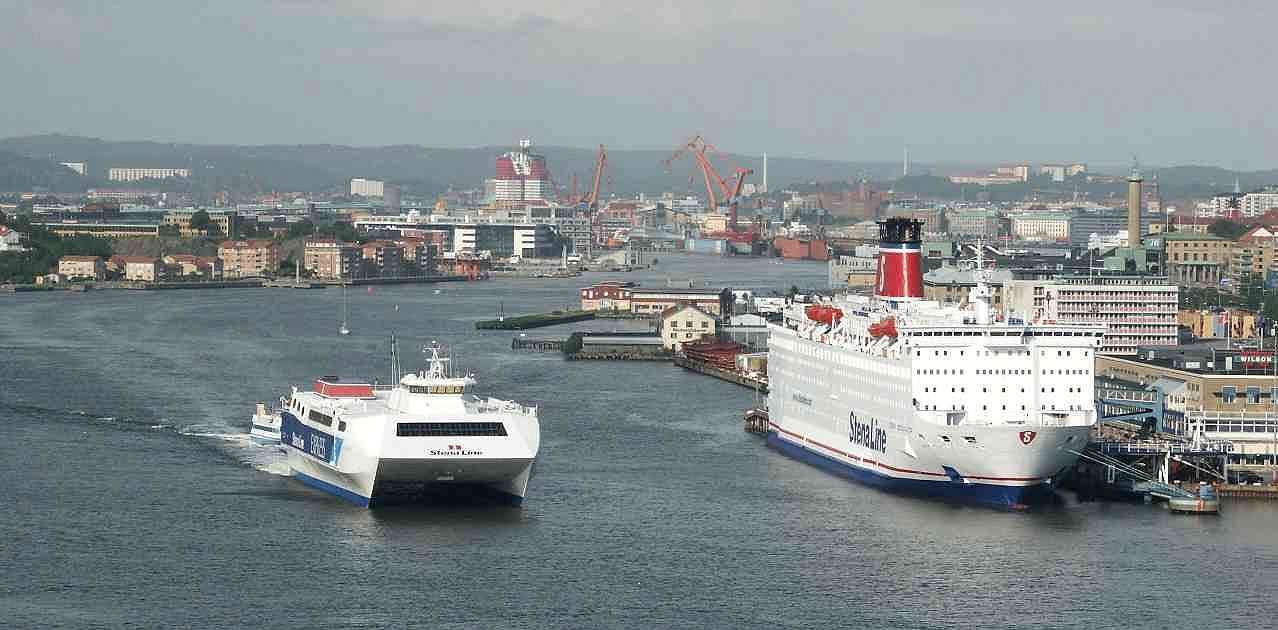
Port w Göteborgu
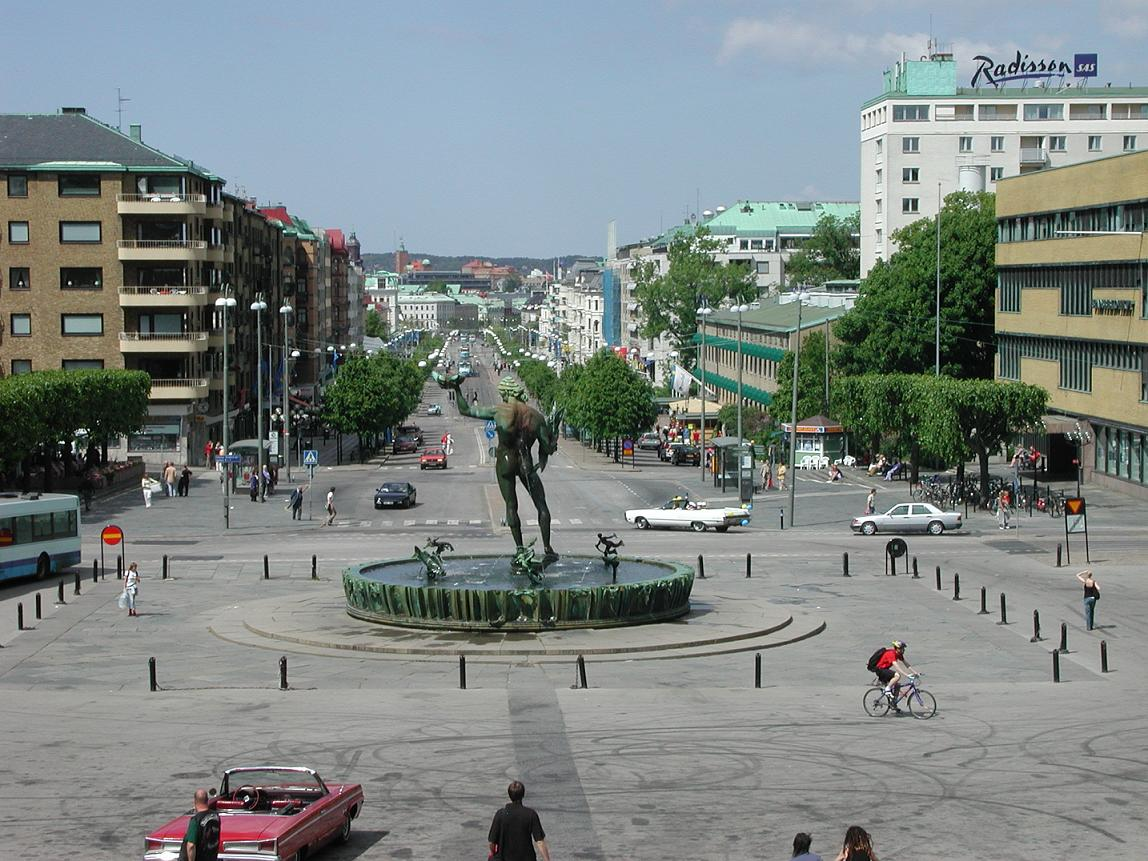
Götaplatsen
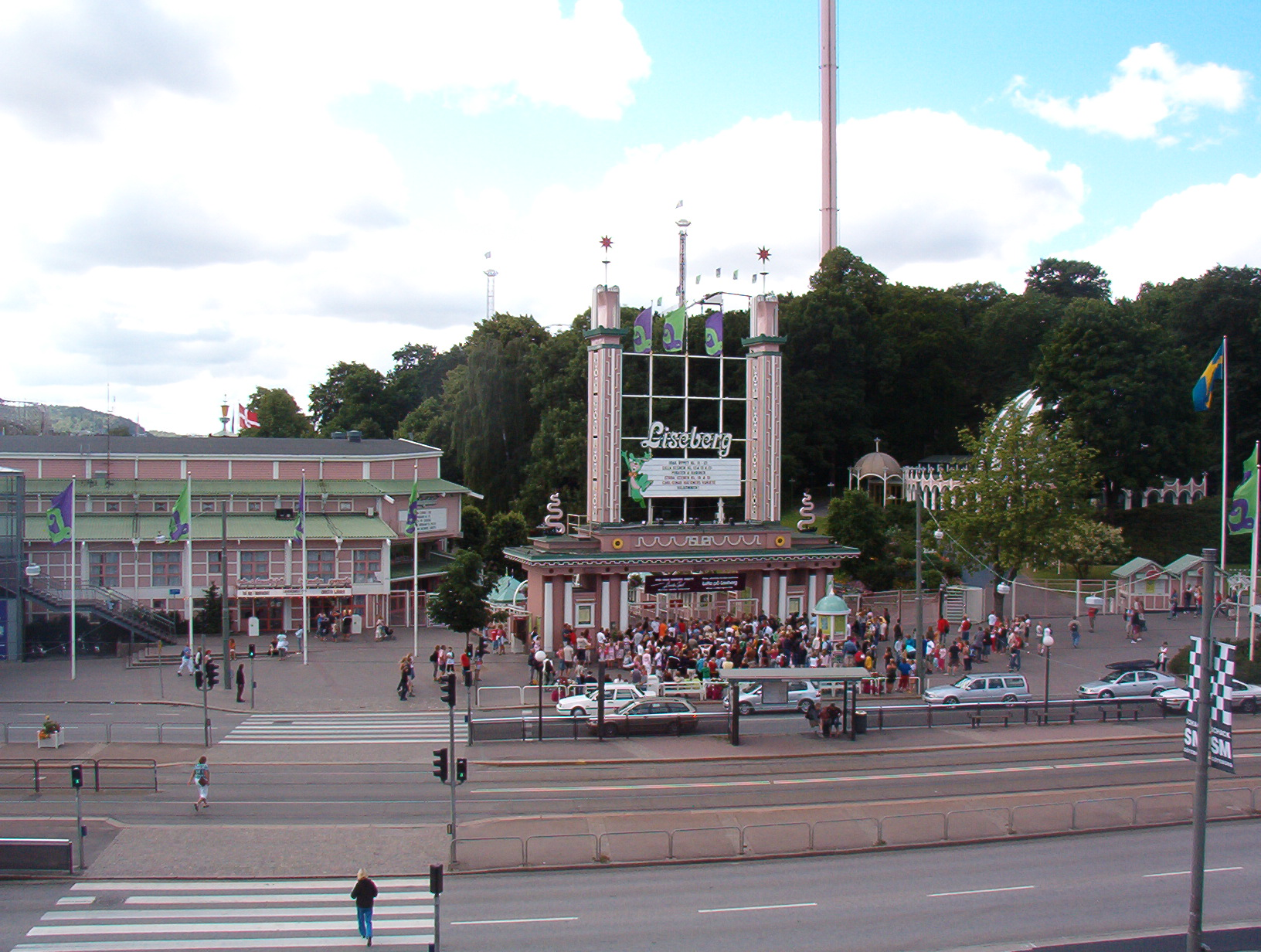
Lunapark Liseberg
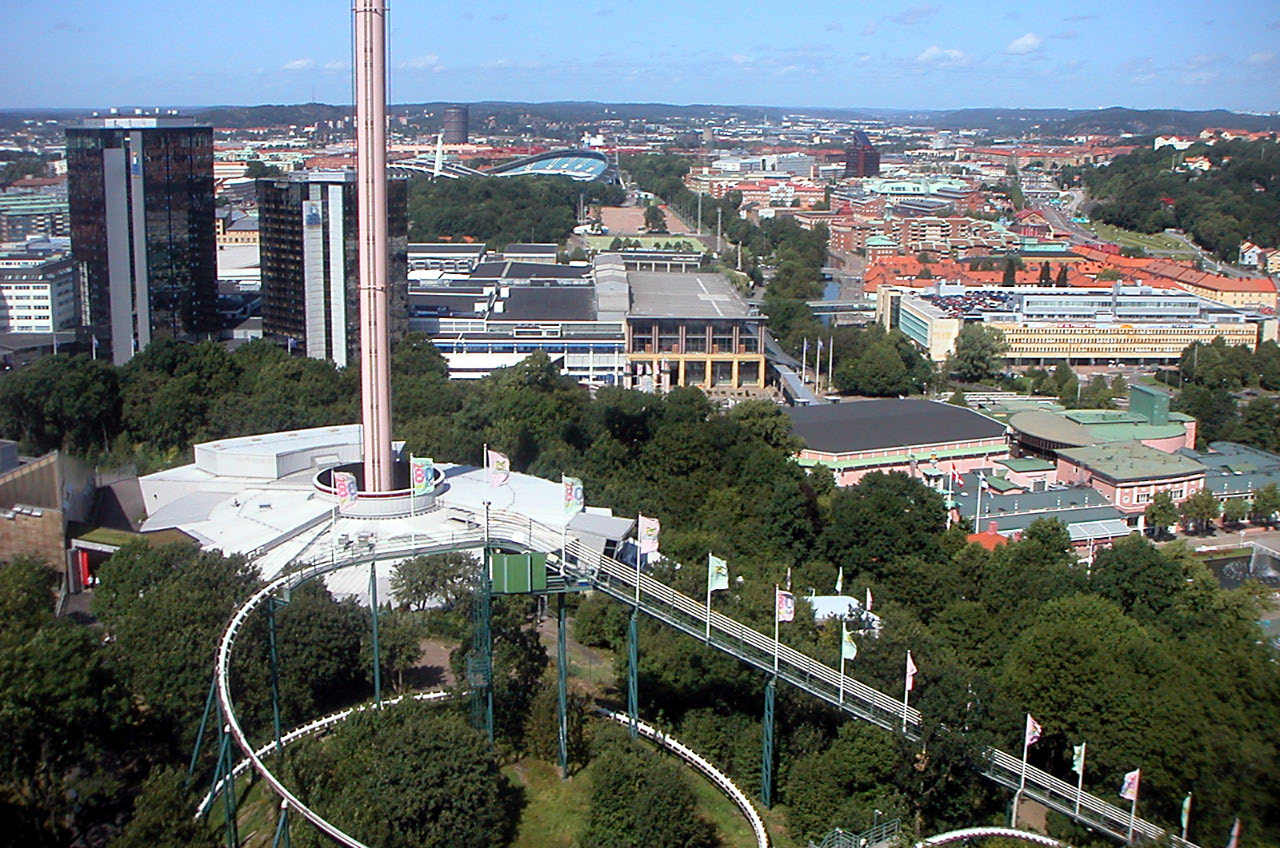
Widok miasta z lunaparku
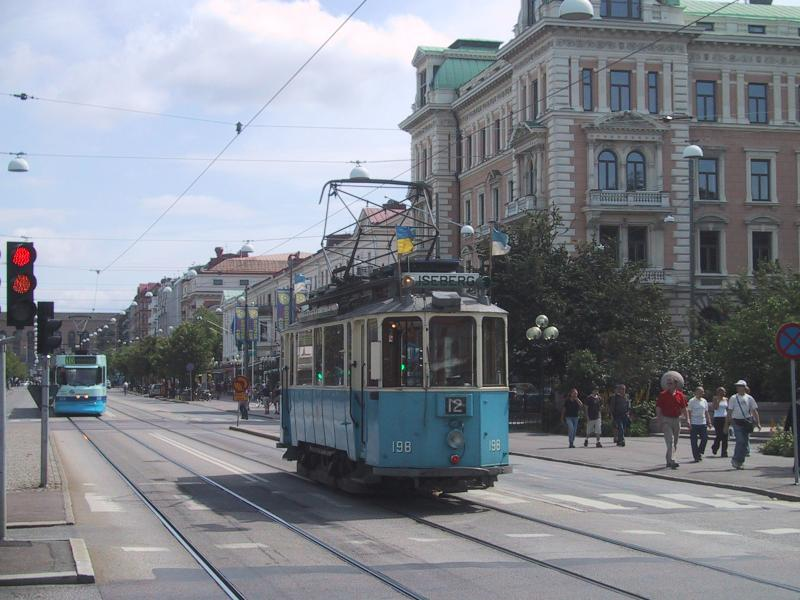
Stary tramwaj
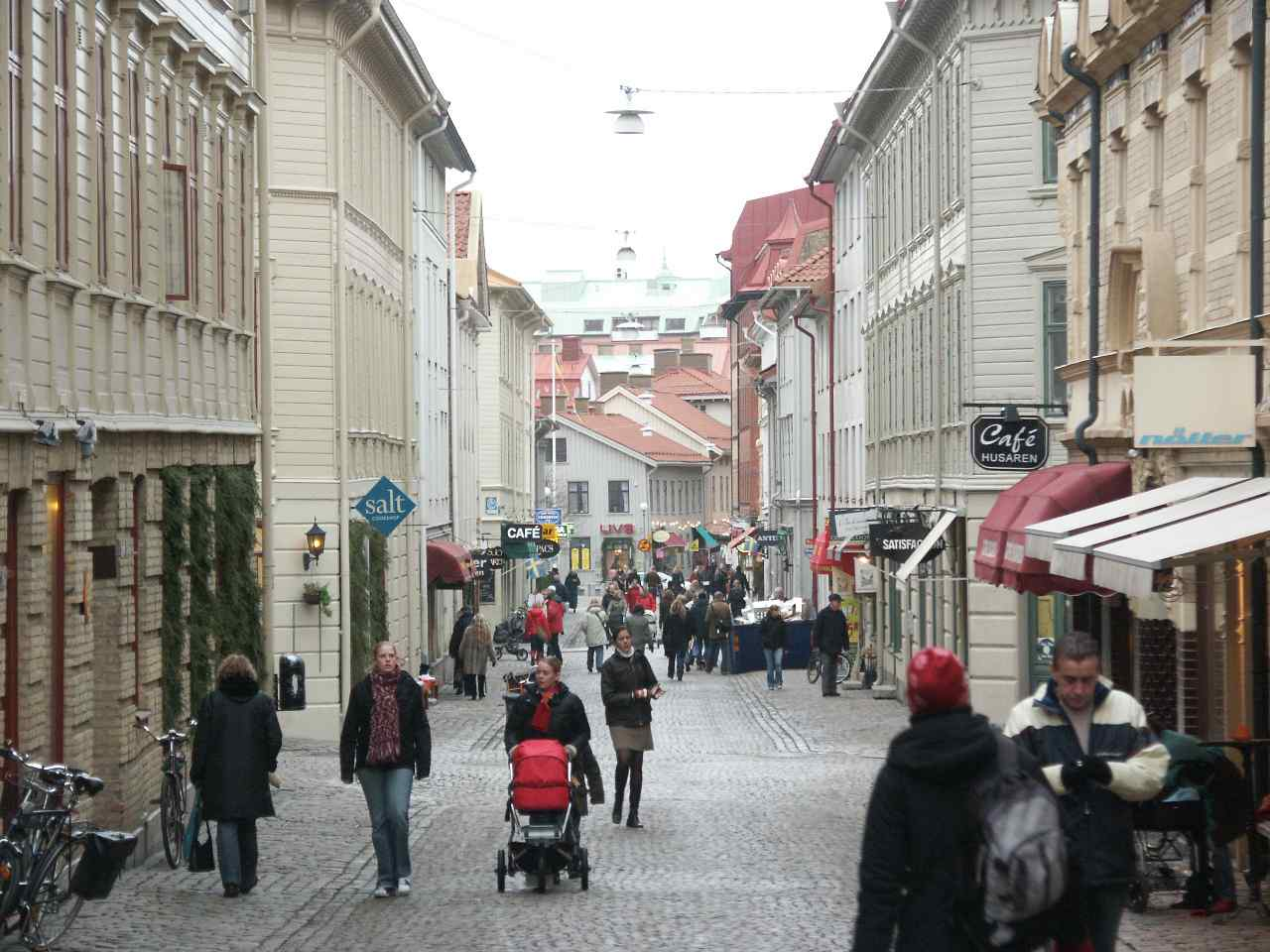
Ulica Haga Nygata w Göteborgu
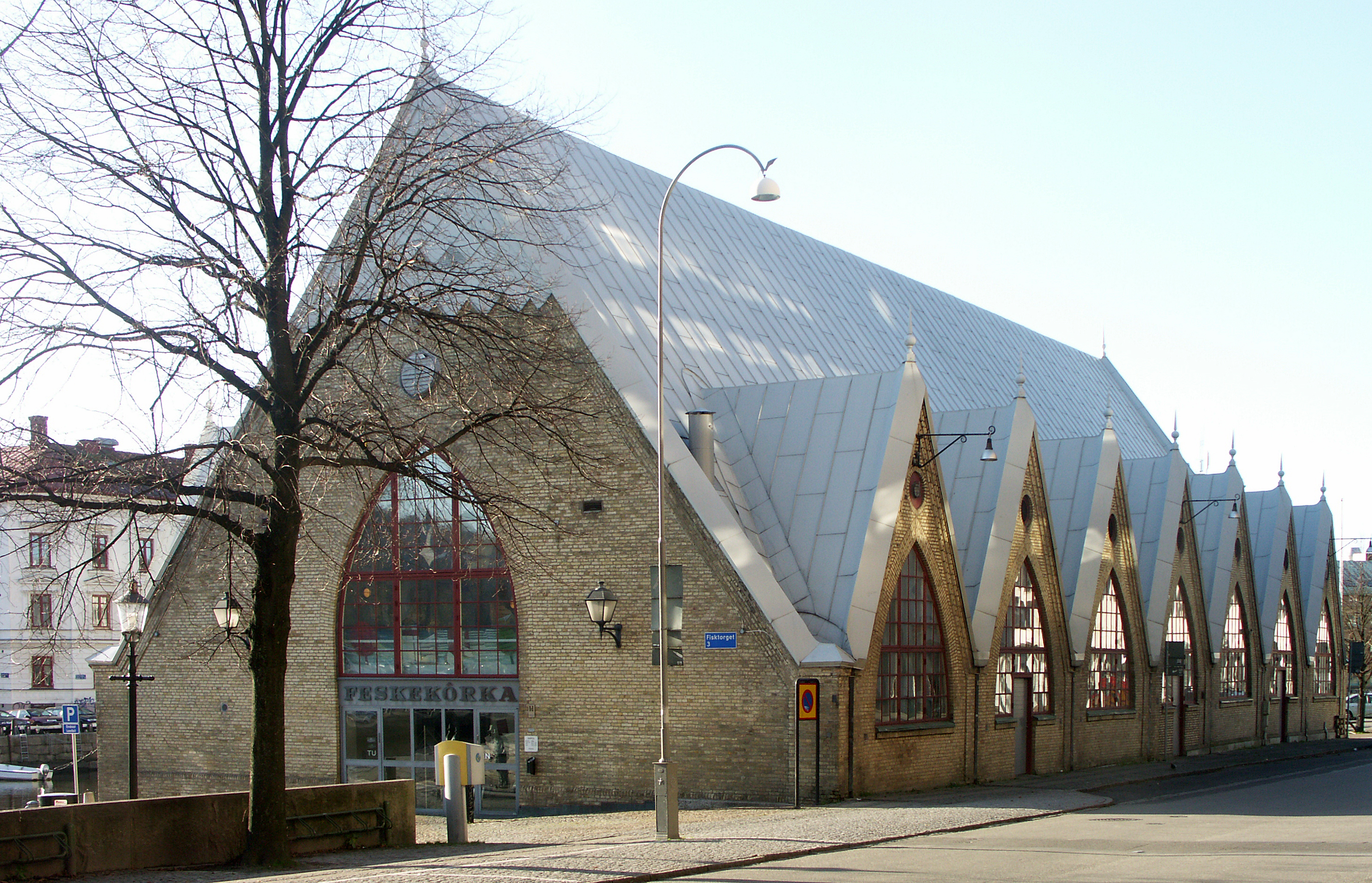
Hala rybna Feskekôrka
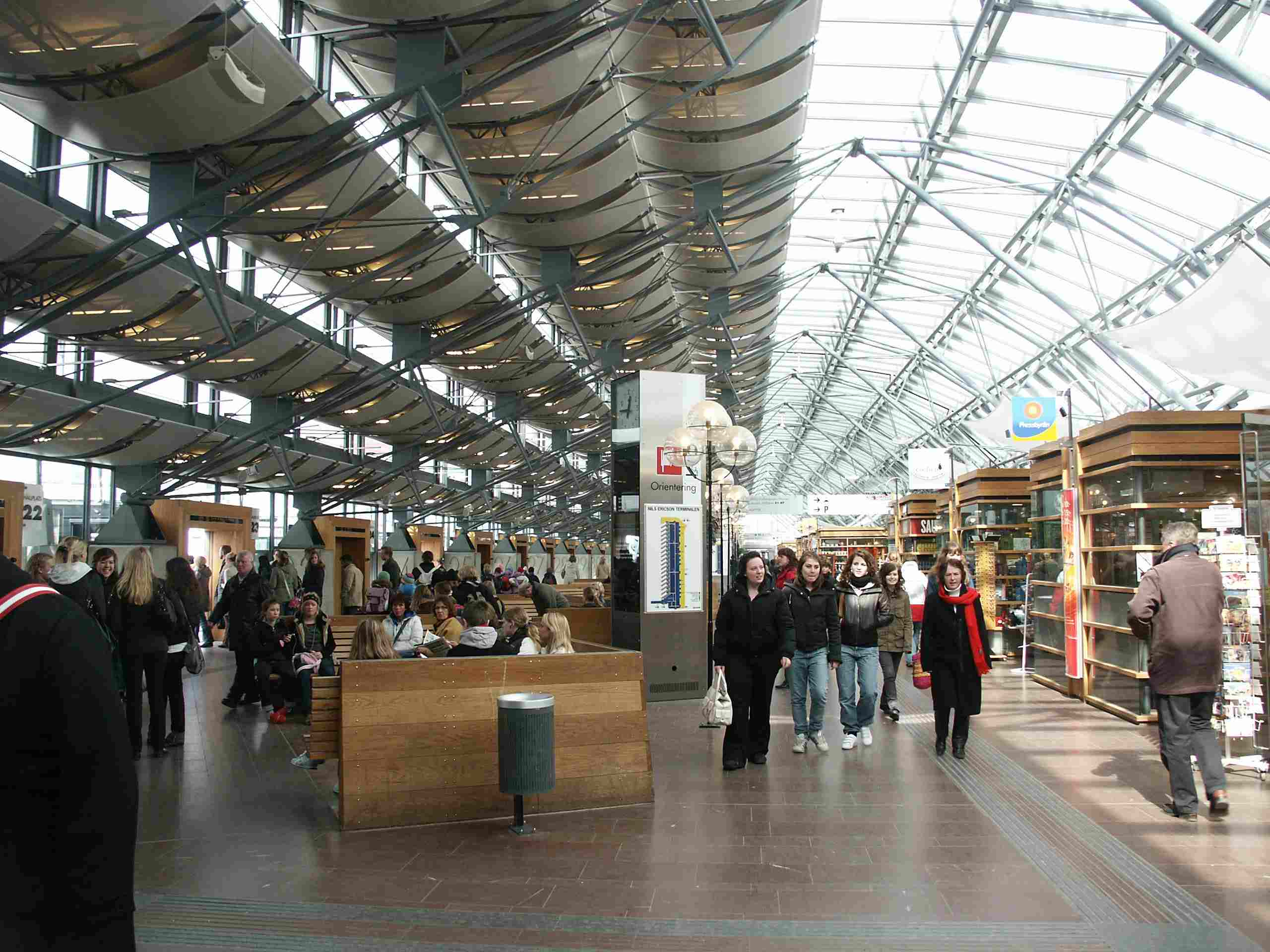
Terminal autobusowy
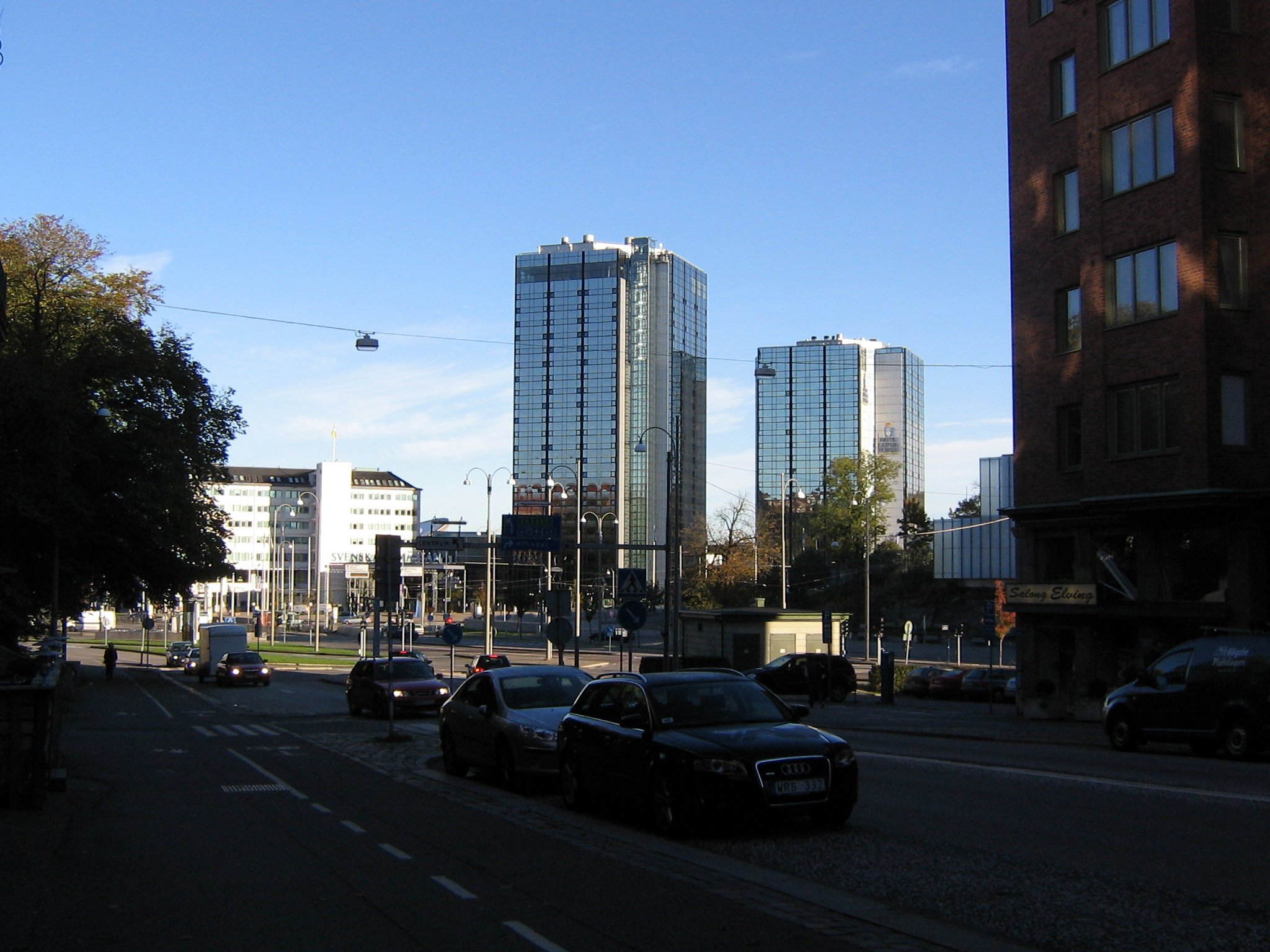
Hotel Gothia Towers
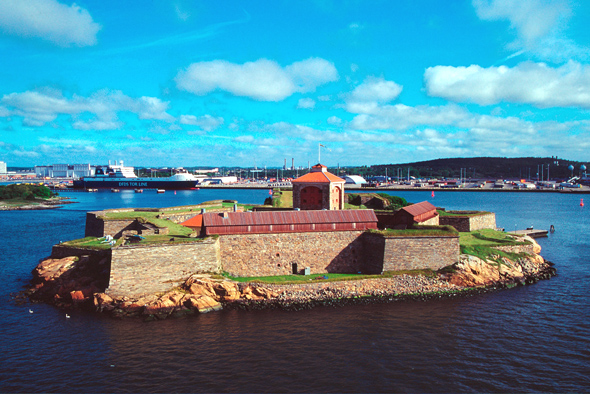
Twierdza Nya Elfsborg
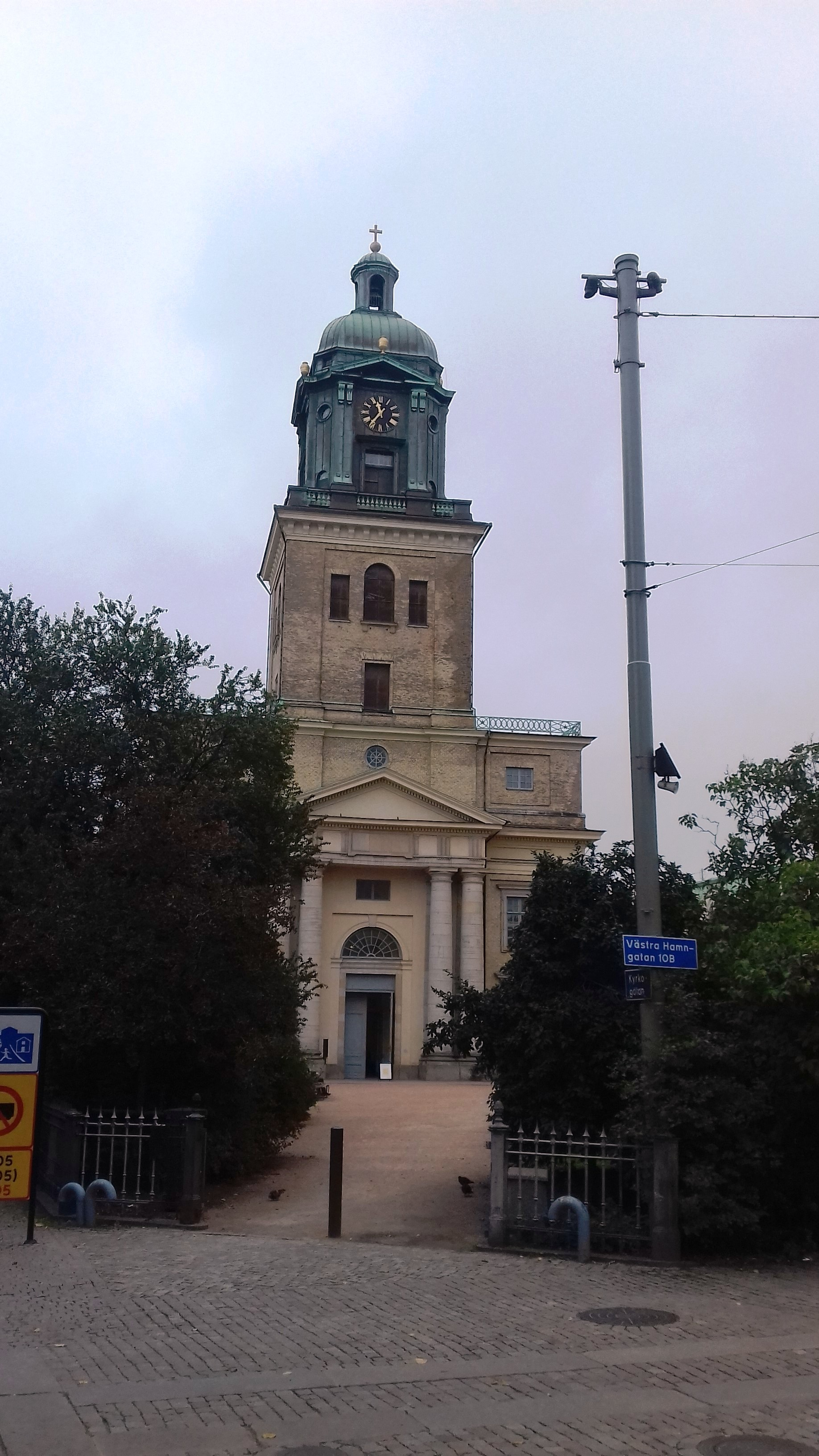
Domkyrka (katedra luterańska)
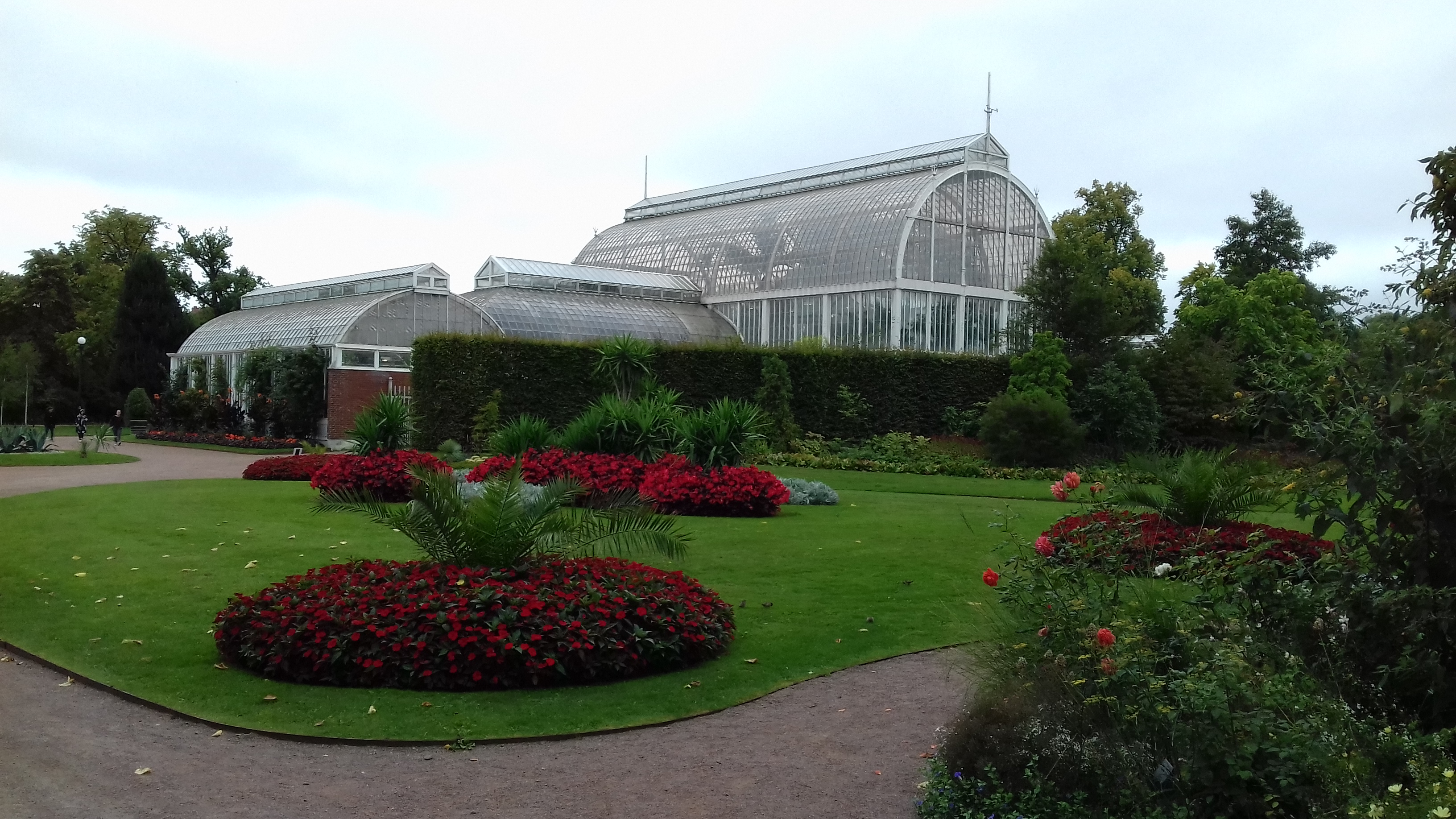
Palmhuset (palmiarnia) w Trädgårdsföreningen